# IC 4496
IC 4496 ist eine linsenförmige Galaxie vom Hubble-Typ S0 im Sternbild Bärenhüter am Nordsternhimmel. Sie ist rund 399 Millionen Lichtjahre von der Milchstraße entfernt.
Entdeckt wurde das Objekt am 21. Juli 1903 von Stéphane Javelle.